# 古克海姆
古克海姆是德国莱茵兰-普法尔茨州的一个市镇。总面积3.77平方公里，总人口920人，其中男性467人，女性453人（2011年12月31日），人口密度244人/平方公里。